# Сараджев, Константин Соломонович
Константи́н Соломо́нович Сара́джев (арм. Կոնստանդին Սողոմոնի Սարաջյանց; Сараджянц; 8 октября (27 сентября) 1877, Дербент — 22 июля 1954, Ереван) — русский и советский дирижёр армянского происхождения, создатель советской дирижёрской школы, инициатор и организатор в Московской консерватории дирижёрского факультета. Народный артист Армянской ССР (1945), Герой Труда (1921).

## Биография
Константин Сараджев родился 27 сентября (8 октября) 1877 года в Дербенте. Закончил Московскую консерваторию по классу скрипки у И. В. Гржимали и по классу контрапункта у С. И. Танеева в 1898 году. Летом 1900 года ездил в Прагу для усовершенствования к известному скрипачу — профессору Отакару Шевчику. С августа 1900 года по приглашению М. М. Ипполитова-Иванова поступил в Московскую частную оперу (бывшую Мамонтовскую) в качестве концертмейстера первых скрипок. С 1901 года дирижировал в концертах Кружка любителей сценического искусства. В 1905—1907 годах в Лейпциге занимался у известного немецкого дирижёра Артура Никиша, под руководством которого выработал отличную дирижёрскую технику — тот выразительный, чёткий и пластически ясный жест, то умение подчинять оркестр своим художественным целям, которые, совершенствуясь и обогащаясь, впоследствии легли в основу его собственного исполнительского стиля.
Константин Сараджев был в числе основателей Народной консерватории, наряду с Танеевым, Игумновым, Гольденвейзером и др. Руководил классами скрипки и музыкальной грамоты. С 1907 года — председатель московского Общества взаимопомощи оркестровым музыкантам. Вёл активную музыкально-просветительскую и исполнительскую деятельность.
В 1908 году Константин Сараджев начал самостоятельную дирижёрскую деятельность в симфонических и оперных театрах. 1908, 1910 и 1911 годах — главный дирижёр летних Общедоступных симфонических концертов в Сокольниках (Сокольничий круг). Где были исполнены произведения многих русских и зарубежных композиторов впервые, по манускриптам. За 4 месяца 1910 года дал 31 концерт, исполнив 50 крупных и 75 менее масштабных сочинений (К. Дебюсси, И. Ф. Стравинского, М. Равеля, С. С. Прокофьева, Н. Я. Мясковского — впервые). В Сокольниках впервые в Москве был исполнен цикл всех симфоний Бетховена. 1911—1912 — главный дирижёр в опере Сергиевско-Алексеевского народного дома. 1913—1914 — главный дирижёр «Свободного театра» по приглашению Марджанова. Совместно с В. В. Держановским и Е. В. Копосовой основал в Москве «Вечера современной музыки».
После Октябрьской революции преподавал в различных учебных заведениях, создавал музыкальные ансамбли и оркестры (профессиональные и любительские), работал как оперный и симфонический дирижёр в Саратове (1918—1919), Ростове-на-Дону (1920), возглавлял ГИТИС в Москве (1922—1924). В 1922 году стал профессором Московской консерватории, где работал до 1935 года. Являлся организатором и председателем правления Ассоциации современной музыки (АСМ, АСМ-1). В 1924—1935 возглавлял любительский симфонический оркестр преподавателей Высшего технического училища при клубе им. В. П. Ногина (с 1926 — имени К. С. Сараджева). Первым из советских дирижёров успешно выступал за рубежом, пропагандируя новую советскую музыку. Давал концерты в Праге и Вене.
В 1935 году Константин Сараджев переехал в Ереван, где уже в следующем году стал ректором Ереванской консерватории. Здесь же до 1939 года занимал должность главного дирижёра Армянского театра оперы и балета им. А. Спендиарова, а также художественным руководителем и главным дирижёром Армянской филармонии.
Праправнуком Константина является знаменитый российский актёр театра, кино и дубляжа Антон Эльдаров.
Среди учеников — Г. С. Марутян, Б. Э. Хайкин, Л. М. Гинзбург, М. И. Паверман, Г. Е. Будагян, П. М. Берлинский, А. Г. Катанян, А. А. Копылов.
Скончался 22 июля 1954 года в Ереване.

## Семья
- Жена — Н. Н. Сараджева, дочь Н. Ф. Филатова, ученица С. В. Рахманинова.
- Сын — Константин Сараджев (1900—1942), звонарь-виртуоз.
- Дочь — Кира Сараджева (1910—2003), советский и российский музыкант и педагог.

## Награды
- Два ордена Ленина (24.11.1945, …).
- Орден Трудового Красного Знамени (04.11.1939) — «за выдающиеся заслуги в деле развития армянского театрального и музыкального искусства».
- Медали СССР.
- Герой Труда (1921).
- Народный артист Армянской ССР (7.04.1945)[5].
- Заслуженный деятель искусств РСФСР.